# Tales from Candlekeep: Tomb of Annihilation
Tales from Candlekeep: Tomb of Annihilation ist ein von BKOM Studios für Windows und Mac OS entwickeltes Brettspiel mit Strategie- und Rollenspielaspekten. Es basiert auf dem D&D Adventure System, einer Regelwerksgrundlage für Brettspiele im Rollenspieleuniversum Dungeons & Dragons. Es erschien am 11. Oktober 2017, die Brettspielversion von WizKids erschien am 18. Oktober 2017.

## Spielprinzip
Bei Tales from Candlekeep handelt es sich um eine Softwarevariante eines gleichnamigen Strategie-Brettspiels mit Rollenspielaspekten, das sich wiederum auf ein Rollenspiel-Abenteuer der 5. Edition Dungeons & Dragons stützt. Erzählhintergrund ist die Verschwörung des untoten Lich Acererak, der in seinem Versteck im Dschungel der Halbinsel Chult (Vergessene Reiche) einen Todesfluch heraufzubeschwören versucht, der ihm die gesamte Welt Untertan machen soll. Eine Gruppe Abenteurer muss ihn unter gewissem Zeitdruck besiegen und den Todesfluch aufheben.
Der Spieler hat die Wahl zwischen vier bzw. fünf Charakteren, mit denen er das Abenteuer einzeln oder als Gruppe bestreiten kann. Die Figuren können nicht individuell erstellt werden. Sie haben vorgegeben, wie im D&D-Regelwerk üblich, unterschiedliche Klassen und Rassen, unterscheiden sich daher auch in ihren Fähigkeiten:
- Artus Cimber – Mensch / Waldläufer
- Asharra – Aarakocra / Magier
- Birdsong – Tabaxi / Barde
- Dragonbait – Sauriel / Paladin
- Qawasha – Mensch / Druide (ursprünglich als separat veröffentlichte, kostenpflichtige Downloaderweiterung)

Auf einer Weltkarte kann der Spieler verschiedene Anlaufpunkte auswählen und Missionen erfüllen. Insgesamt stehen mehr als 30 Haupt- und Nebenquests zur Auswahl.
Die Missions-Spielwelt erscheint in 3D-Grafik, der Spieler blickt aus einer isometrischen Perspektive auf das Spielgeschehen. Die Karte besteht aus quadratischen Feldern, die aus einem vorgegebenen Set von Bausteinen zufällig zusammengesetzt wird. Dabei unterteilt sich das Spielgeschehen für jeden Helden-Spielzug in vier Phasen. In der „hero phase“ werden alle figurenspezifische Aktionen durchgeführt, z. B. Attacken, Zauber, Fortbewegung, Truhen öffnen usw. In der anschließenden „discovery phase“ werden neue angrenzende Felder aufgedeckt, wenn sich eine eigene Spielfigur der Grenze zu einem bislang unentdeckten Feld ausreichend angenähert hat. Daran schließt die „villain phase“ an, in der die gegnerischen Figuren am Zug sind. Durch die über die Zeit zunehmende Zahl an Gegnern entsteht eine Form von Zeitdruck, in der die Missionen abgeschlossen werden sollen. Sollte kein neues Feld aufgedeckt werden oder sollte der Spieler auf ein Feld mit einer Herausforderung stoßen, löst er eine „encounter phase“ aus. Hier kommt es zu zufälligen Ereignisse, die sich in den meisten Fällen für den Spieler negativ auf das Spielgeschehen auswirken.
Die Spielfiguren haben drei Fähigkeitstypen: At-will-Fähigkeiten stehen in jeder Runde zur Verfügung, die mächtigeren Daily- und Utility-Fähigkeiten in der Regel nur einmal pro Tag, wobei letztere gelegentlich durch Beutegegenstände wieder aufgeladen werden können. Mit Hilfe des in den Quests eingesammelten Golds und Materials können außerdem die Ausrüstungsgegenstände der Helden zwischen den Missionen aufgerüstet werden.

## Entwicklung
Das Spiel wurde im September 2017 angekündigt. Entwicklungspartner für Lizenzinhaber Wizards of the Coast und dessen Mutterkonzern Hasbro war das auf rundenbasierte Strategiespiele spezialisierte Entwicklerstudio BKOM aus Quebec. Es handelt sich um eine Adaption des D&D Adventure System für Brettspiele. BKOMs Vice-President Fred Tremblay lobte diese vor allem für ihren schnellen Spieleinstieg in die D&D-Welt ohne die für das Rollenspiel üblichen, zeitaufwendigen Vorbereitungen. Dies würde sich für eine kurz, gut portionierte Spielerfahrung anbieten. Die Softwareumsetzung wiederum umgeht das Problem, wenn keine Mitspieler bereitstehen. Dabei sollte der Eindruck vermieden werden, als ob der Spieler in einem Brettspiel lediglich gegen einen Computergegner anstatt menschlichen Mitspielern antritt. Das Spiel sollte dem Spieler stattdessen das Gefühl vermitteln, selbst im Zentrum des Geschehens zu stehen.
Nach Veröffentlichung wurden fünf Downloaderweiterungen veröffentlicht:
- Artus Cimber’s Explorer Pack
- Asharra’s Diplomat Pack
- Birdsong’s Entertainer Pack
- Dragonbait’s Dungeoneer Pack
- Qawasha the Human Druid

## Rezeption
“A large disappointment for me was the lack of multiplayer and I can only hope a new game is created with the same system with multiplayer added in. It was the one big thing missing that would have fully brought the experience home for me. Controlling four heroes yourself IS fun but I can only imagine the chaos and hilarity that would ensue from getting three other friends at adventure with voice chat – or better yet three strangers!”

„Eine große Enttäusch war für mich das Fehlen einer Mehrspieler-Komponente und ich kann nur hoffen, dass ein neues Spiel mit demselben System und einer zusätzlichen Mehrspieler-Funktion entwickelt wird. Das war die einzig fehlende Sache, die das Erlebnis für vollständig abgerundet hätte. Selbst vier Helden zu steuern MACHT Spaß, aber ich kann mir vorstellen, wieviel Chaos und Situationskomik sich daraus ergeben könnte, wenn man drei andere Freunde über voice chat mit ins Abenteuer nehmen kann – oder besser noch drei Fremde!“

“Tales from Candlekeep: Tomb of Annihilation sticks true to its board game roots, almost to its detriment. The same issues from the board game rear their ugly bright yellow Tonka truck heads here, too. The encounter phase works to inhibit players rather than empower them, and every newly discovered tile feels like a punishment […]. For its price point, the game is solid. Despite my gripes with its reactive playstyle, it is still a great deal of fun.”

„Tales from Candlekeep: Tomb of Annihilation bleibt nahe an seinen Brettspielwurzeln, fast schon zu seinem Nachteil. Dieselben Probleme des Brettspiels zeigen auch hier ihr hässliches Gesicht. Die encounter phase hemmt den Spieler mehr, als dass sie ihn stärkt, und jedes neu entdeckte Feld fühlt sich wie eine Bestrafung an […]. Für seinen Kaufpreis, ist das Spiel solide. Trotz meiner Beschwerden über den reaktiven Spielstil, macht es dennoch jede Menge Spaß.“